# Nmap
Nmap（网络映射器）是一款用于网络发现和安全审计的网络安全工具，在其首次发布后的前几年之间是 GPL 自由软件，但最近版本的 nmap 是否是 FOSS 自由软件还存在许多质疑和争议。  软件名字Nmap是Network Mapper的简称。通常情况下，Nmap用于：

- 列举网络主机清单
- 管理服务升级调度
- 监控主机
- 服务运行状况

Nmap可以检测目标主机是否在线、端口开放情况、侦测运行的服务类型及版本信息、侦测操作系统与设备类型等信息。
它是网络管理员必用的软件之一，用以评估网络系统安全。
Nmap 是不少黑客及脚本小子爱用的工具 。系统管理员可以利用Nmap來探測工作環境中未經批准使用的服务器，黑客通常会利用Nmap來搜集目标电脑的網絡设定，从而计划攻击的方法。
Nmap通常用在信息搜集阶段，用于搜集目标机主机的基本状态信息。扫描结果可以作为漏洞扫描、漏洞利用和权限提升阶段的输入。例如，业界流行的漏洞扫描工具Nessus与漏洞利用工具Metasploit都支持导入Nmap的XML格式结果，而Metasploit框架内也集成了Nmap工具（支持Metasploit直接扫描）。
Nmap不仅可以用于扫描单个主机，也可以适用于扫描大规模的计算机网络（例如，扫描英特网上数万台计算机，从中找出感兴趣的主机和服务）。

## Nmap 核心功能

### 主机发现
用于发现目标主机是否处于活动状态。

Nmap 提供了多种检测机制，可以更有效地辨识主机。例如可用来列举目标网络中哪些主机已经开启，类似于Ping命令的功能。

### 端口扫描
用于扫描主机上的端口状态。

Nmap可以将端口识别为开放（Open）、关闭（Closed）、过滤（Filtered）、未过滤（Unfiltered）、开放或过滤（Open|Filtered）、关闭或过滤（Closed|Filtered）。默认情况下，Nmap会扫描1660个常用的端口，可以覆盖大多数基本应用情况。

### 版本侦测
用于识别端口上运行的应用程序与程序版本。

Nmap目前可以识别数千种应用的签名（Signatures）,检测数百种应用协议。而对于不识别的应用，Nmap默认会将应用的指纹(Fingerprint)打印出来，如果用户确知该应用程序，那么用户可以将信息提交到社区，为社区做贡献。

### 操作系统侦测
用于识别目标主机的操作系统类型、版本编号及设备类型。

Nmap目前提供1500个操作系统或设备的指纹数据库，可以识别通用PC系统、路由器、交换机等设备类型。

### 防火墙/IDS规避和哄骗
Nmap提供多种机制来规避防火墙、IDS的的屏蔽和检查，便于秘密地探查目标主机的状况。

基本的规避方式包括：封包分片、IP诱骗、IP伪装、MAC地址伪装。

### NSE脚本引擎
NSE是Nmap最强大最灵活的特性之一，可以用于增强主机发现、端口扫描、版本侦测和操作系统侦测等功能，还可以用来扩展高级的功能如web扫描、漏洞发现和漏洞利用等。Nmap使用Lua语言来作为NSE脚本语言，目前的Nmap脚本库已经支持350多个脚本。

## Nmap基本命令和典型用法
- Nmap 基本指令

```
nmap [ <掃描類型> ...] [ <選項> ] { <掃描目標說明> }
```

- 全方位掃描（包括Host Discovery、端口掃描、端口服務版本掃描、OS類型掃描及預設腳本掃描）:

```
nmap -A target_ip
```

- Ping掃描:

```
nmap -sn target_ip
```

- 快速端口掃描（前100個常用端口）:

```
nmap -F target_ip
```

- 版本掃描:

```
nmap -sV target_ip 
```

- 作業系统類型掃描:

```
nmap -O target_ip
```

- 運行標記為safe的nse script

```
nmap -sC target_ip
```

- 運行完整tcp握手掃描(雖然nmap預設使用tcp半開放掃描,即選項-sS。但卻容易被今日大多資安廠商入侵偵測系統發現，因此使用“完整握手掃描-sT”還比“隱形掃描-sS”來得更隱匿)

```
nmap -sT target_ip
```

- 發送碎片封包，躲避ids偵測和繞過防火牆(8-bytes為單位），但實際上碎片封包特徵過於明顯，不建議於實際紅隊攻擊中使用

```
nmap -f target_ip
```

- 使用同網段上閒置主機(zombie_host)作為跳板掃描

```
nmap -sI zombie_host:zombie_port target_ip
```

- 使用大量虛假的源地址，混淆被掃描方日後鑑識、分析的能力，即誘餌掃描

```
nmap -D ip1,ip2,ip3,... target_ip  
```

或
```
nmap -D RND:10 target_ip (隨機產生10組ipv4掩護）
```

## 其他
Nmap 常被跟評估系統漏洞軟件Nessus混為一談。Nmap 以隱祕的手法，避開入侵检测系统的監視，並儘可能不影響目標系統的日常操作。
Nmap 在电影《黑客帝国》中，連同SSH1的32位元迴圈冗餘校驗漏洞，被崔妮蒂用以入侵發電站的能源管理系統。